# جورج آلن واسی
جورج آلن واسی (انگلیسی: George Alan Vasey; ۲۹ مارس ۱۸۹۵ – ۵ مارس ۱۹۴۵) فرمانده نظامی اهل استرالیا بود. وی برندهٔ جوایزی همچون نشان حمام و نشان امپراتوری بریتانیا شده‌است.